# Stazione di Bellevue
La stazione di Bellevue è una fermata ferroviaria della Stadtbahn di Berlino situata nel quartiere di Hansaviertel (distretto di Mitte) nei pressi del Palazzo Bellevue, residenza ufficiale delpresidente della Repubblica Federale Tedesca. È servita dalle linee S3, S5, S7 e S9.

## Movimento
La stazione è servita dalle linee S 3, S 5, S 7 e S 9 della S-Bahn.